# Utricularia dichotoma
Utricularia dichotoma är en tätörtsväxtart som beskrevs av Jacques-Julien Houtou de La Billardière. Utricularia dichotoma ingår i släktet bläddror, och familjen tätörtsväxter. Inga underarter finns listade i Catalogue of Life.

## Bildgalleri

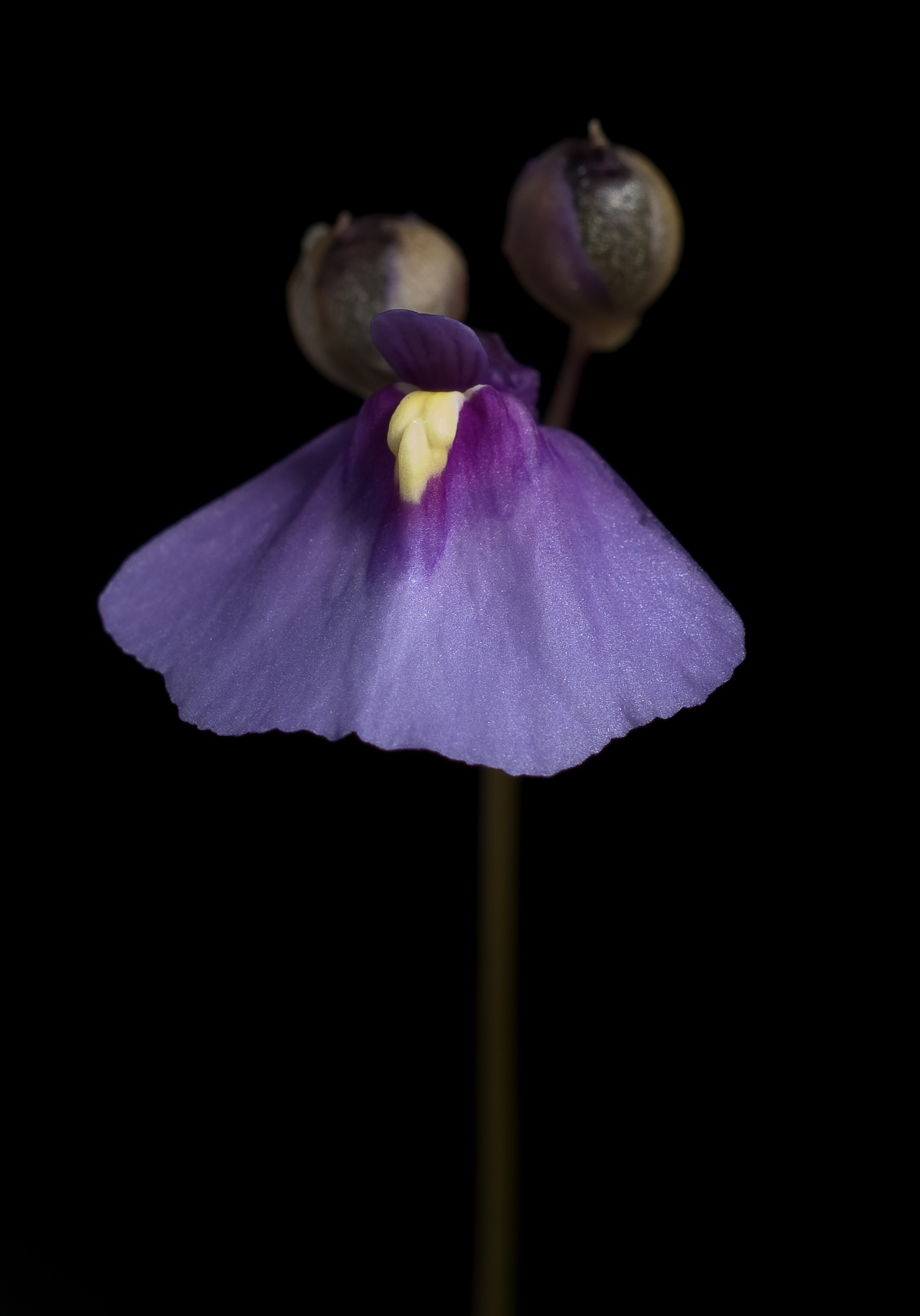